# Puuek
Puuek is een bestuurslaag in het regentschap Bireuen van de provincie Atjeh, Indonesië. Puuek telt 584 inwoners (volkstelling 2010).